# Список музеев Амстердама
В этом списке приведены музеи Амстердама, входящие в список «Официальных музеев города Амстердам» (нидерл. Overleg der Amsterdamse Musea, OAM) и некоторые другие известные музеи города.
В список OAM, созданный в 1994 году, входят 44 известных амстердамских музеев, проводящих общую политику. 40 из этих музеев доступны при посещении с Amsterdam card и все 44 музея доступны при посещении с Museumkaart и ICOM Card.

## Список
Музеи, входящие в официальный список, отмечены значком ✔ в первой колонке.
| ОАМ | Музей                                         | Название на голландском                                 | Изображение | Адрес                                 | Краткое описание | Год основания         | Примечания |
| --- | --------------------------------------------- | ------------------------------------------------------- | ----------- | ------------------------------------- | --- | --------------------- | --- |
| ✔   | Музей Алларда Пирсона                         | Allard Pierson Museum                                   |             | Oude Turfmarkt 127                    | Археологический музей университета Амстердама | 12 ноября 1934 года   | Располагается в здании старого центрального офиса Нидерландского банка |
|     | Музей Аякса                                   | Ajax Museum                                             |             | Юго-восточная часть Йохан Кройф Арены | Музей футбольного клуба «Аякс» | 1994 год              | |
|     | Музей Амстердамского подземелья               | Amsterdam Dungeon                                       |             | Rokin 78                              | Музей ужасов, казней, Средневековья, охоты на ведьм и пыток инквизиции в Голландии. |                       | Располагается в здании бывшей католической Часовни Святых мест, построенной в XV веке. |
| ✔   | Музей Амстердама                              | Amsterdam Museum                                        |             | Kalverstraat 92                       | Музей истории города Амстердам. | 1926                  | Занимает здание бывшего приюта, которое было построено в 1580 году. |
|     | Библиотека герметической философии            | Bibliotheca Philosophica Hermetica                      |             | Keizersgracht 123                     | Библиотека имеет коллекцию из более чем 23 000 томов на темы герметики, розенкрейцерства, алхимии, мистицизма, гнозиса, эзотерики и сравнительного религиоведения. Также фонды библиотеки включают книги на темы суфизма, каббалы, антропософии, иудаики и Грааля.          | 1984 год              | Дом был построен в 1622 году для торговца чулками Николааса Сохьера. |
| ✔   | Дом Анны Франк                                | Anne Frank Huis                                         |             | Prinsengracht 263—265                 | Материалы о фашизме, антисемитизме и Холокосте. | 3 мая 1960 года       | Дом, в задних комнатах которого еврейская девочка Анна Франк скрывалась со своей семьёй от нацистов. Здесь же она написала свой дневник. |
|     | Музей амстердамского электрического трамвая   | Electrische Museumtramlijn Amsterdam                    |             | Трамвай № 30                          | Трамвайная линия использующая старинные электрические трамваи. | 20 сентября 1975 года | Используется линия Харлем-Бовенкерк, открытая 1 мая 1915 года. |
| ✔   | De Appel                                      | De Appel                                                |             | Prins Hendrikkade 142                 | Центр современного искусства. | 1975 год              | Располагается в бывшем особняке богатого торговца табаком Аггеса Шолтена, построенном около 1730. |
|     | Музей амстердамских каналов                   | Het Grachtenhuis                                        |             | Herengracht 386                       | Через интерактивные и мультимедийные выставки, музей рассказывает историю каналов. | 2011 год              | Здание было построено в 1663—1665 годах архитектором Филиппом Вингбоонсом для торговца Карела Жерарда. |
| ✔   | ARCAM                                         | Stichting Architectuurcentrum Amsterdam ARCAM           |             | Prins Hendrikkade 600                 | Центр архитектуры, ландшафтного дизайна и дизайна городской среды. | 1986 год              | |
|     | Музей гашиша, марихуаны и конопли             | Hash Marihuana & Hemp Museum                            |             | Oudezijds Achterburgwal 148           | Музей рассказывает истории использования гашиша, марихуаны и конопли на протяжении веков. | 1985 год              | Находится в Квартале красных фонарей. |
| ✔   | Амстердамский зоопарк                         | Natura Artis Magistra (Artis)                           |             | Plantage-buurt                        | | 1838 год              | |
|     | Музей Хайнекен                                | Heineken Experience                                     |             | Stadhouderskade 78                    | Музей рассказывает историю знаменитой пивоварни Heineken. | 1991 год              | Находится в первом здании пивоварни (1867—1988). |
| ✔   | Музей Библии                                  | Bijbels Museum                                          |             | Herengracht 364 t/m 370               | Экспонаты связанные с историей иудаизма и христианства, библейской истории, традициями и влиянием Библии на общественную жизнь и изобразительное искусство. | 1852 год              | Занимает четыре смежных дома, построенных в 1662 году для богатого торговца деревом и художественного коллекционера Якова Кромхоута. |
|     | Голландский манеж                             | Hollandsche Manege                                      |             | Vondelstraat 140                      | Музей истории верховой езды. | 2014 год              | Здание построено в 1881 году на месте старого здания манежа архитектором Адольфом Леонардом ван Гендтом. |
| ✔   | Специальные коллекции университета Амстердама | Bijzondere Collecties van de Universiteit van Amsterdam |             | Oude Turfmarkt 129                    | Редкие и драгоценные книги, рукописи, гравюры и рисунки, фотографии, архивы, научные приборы и картины. | 1908 год              | |
|     | Кошачий кабинет                               | KattenKabinet                                           |             | Herengracht 497                       | Музей посвящённый кошкам. Коллекция включает в себя картины, рисунки, скульптуры и другие произведения о кошках, в том числе произведения Пикассо, Рембрандта, Тулуз-Лотрека, Корнеля, Сала Мейера, Теофиля Стейнлена и Йоже Чюха.                                          | 1990 год              | Здание построено в 1667 году для братьев Виллема и Адриана ван Лунов. |
| ✔   | Музей современного искусства «Cobra»          | Cobra Museum voor Moderne Kunst                         |             | Sandbergplein 1, Амстелвен            | | 8 ноября 1995 года    | |
|     | Музей Мадам Тюссо в Амстердаме                | Madame Tussauds                                         |             | de Dam                                | Музей восковых фигур. Филиал лондонского музея. | 1971 год              | Находится в здании магазина сети одежды Peek & Cloppenburg. |
| ✔   | Киномузей                                     | Filmmuseum                                              |             | IJpromenade 1                         | Охватывает всю историю кино: от немого кино с конца XIX века до современных производств. | 1946 год              | В нынешнее здание музей переехал в 2012 году. |
|     | Музей Макса Эйве                              | Max Euwe Museum                                         |             | Max Euweplein 30a                     | Большая шахматная библиотека и постоянная выставка, посвящённая единственному голландскому чемпиону мира по шахматам, Максу Эйве. | 1986 год              | Находится в здании бывшей тюрьмы. |
| ✔   | Музей фотографии                              | Fotografiemuseum Amsterdam                              |             | Keizersgracht 609                     | Музей представляет временные выставки, которые отображают все виды фотографических жанров, в том числе исторические фотографии, художественные фотографии, новости фотографии и модных фотографов. Наряду с временными выставками представлены работы известных фотографов. | 2001 год              | Здание было построено для музея личной коллекции торговца углём Карела Йозефа Фодора в 1860—1861 годах. С 1963 года Музей Фодора включён в состав Музея Амстердама. |
|     | Музей бондарства                              | Kuiperijmuseum                                          |             | Слотен                                | Музей посвящён бондарному искусству и изготовлению бочек. | 2005 год              | Находится в пристройке к действующей мельнице. |
| ✔   | Дом-музей Геелвинк-Хинлопен                   | Museum Geelvinck-Hinlopen Huis                          |             | Herengracht 518                       | Представлен быт патрицианской семьи периода регентства, Золотого века и индустриальной революции. Содержит коллекцию музыкальных инструментов того же периода. | 1991 год              | Поместье было построено для Альберта Геелвинка в 1687 году. |
|     | Музей секса Храм Венеры                       | Sexmuseum de Venustempel                                |             | Damrak 18                             | Музей представляет коллекцию эротических скульптур, картин, игрушек, записей, фотографий и других экспонатов половой жизни. | 1985 год              | Расположен в здании XVII века. |
| ✔   | Эрмитаж на Амстеле                            | Hermitage aan de Amstel                                 |             | Amstel 51                             | Музей является филиалом Эрмитажа в Санкт-Петербурге. | 2004 год              | Здание построено для дома престарелых в 1681 году. |
|     | Музей тюльпанов                               | Tulip Museum                                            |             | Prinsengracht 116                     | Музей представляет историю тюльпана, от его открытия в Центральной Азии по настоящее время. Особенно выделен период в XVII веке, когда тюльпан был объектом инвестиций и больших спекуляций.                                                                                | 2005 год              | |
| ✔   | Мемориальный Голландский театр                | Hollandsche Schouwburg                                  |             | Amstel 51                             | Мемориал Холокоста. С 1962 года зажжён вечный огонь. | 1958 год              | В здании в 1893—1942 годах работал театр. С 1941 года немцы разрешали играть в театре только евреям и только для евреев. Здесь же евреев собирали для отправки в лагеря смерти. Через театр голландскому сопротивлению удалось спасти более 600 детей и несколько взрослых. |
| ✔   | Амстердамский ботанический сад                | Hortus Botanicus Amsterdam                              |             | Plantage Middenlaan 2a                | | 1638 год              | |
| ✔   | Музей фотографии «Марсельский дом»            | Huis Marseille Museum voor Fotografie                   |             | Keizersgracht 401                     | Фотография, как вида искусства. | 1999 год              | Располагается в здании построенном для французского купца из Марселя Исаака Фоккера в 1665 году. |
|     | Музей Вролика                                 | Museum Vrolik                                           |             | Meibergdreef 15                       | Анатомия и патологическая анатомия у людей, а также эмбриология и тератология. | 1984 год              | Находится в здании Академического медицинского центра. |
| ✔   | Еврейский исторический музей                  | Joods Historisch Museum te Amsterdam                    |             | Nieuwe Amstelstraat 1                 | Иудаизм, история еврейской общины Амстердама, Холокост. | 1930 год              | Располагается в здании старой Большой синагоги, построенном в 1671 году. |
| ✔   | Португальская синагога                        | Portugees-Israëlietische Synagoge                       |             | Mr. Visserplein 3                     | Старейшая действующая синагога города. | 1675 год              | |
| ✔   | Замок Мёйдерслот                              | Het Muiderslot                                          |             | Мёйден                                | Коллекция средневекового оружия и доспехов, портретная галерея. |                       | Первое упоминание о замке относиться к 1280 году. |
|     | Музей компьютеров                             | Computermuseum                                          |             | Science Park 904                      | История развития компьютерной техники. | 1991 год              | Находится на территории научного факультета Амстердамского университета. |
| ✔   | Музей NEMO                                    | Technologiemuseum NEMO                                  |             | Oosterdok 2                           | Образовательный музей наук и технологий. | 1997 год              | |
| ✔   | Новая церковь                                 | Nieuwe Kerk                                             |             | Dam 12                                | Кальвинистская церковь XV века | 1408 год              | Церковь использовалась для королевских коронаций и инаугураций. |
| ✔   | Старая церковь                                | Oude Kerk                                               |             | Oudekerksplein 23                     | готическая церковь. | XIV век               | Старейшее из сохранившихся сооружений в Амстердаме. |
| ✔   | Наш всемилостивый Господь на чердаке          | Ons' Lieve Heer op Solder                               |             | Oudezijds Voorburgwal 40              | Тайная католическая церковь, спрятанная на чердаке дома у канала. | 28 апреля 1888 года   | Церковь была основана Яном Хартманом в 1661 году в ответ на Реформацию, которая запретила католикам Амстердама рассказывать о своей вере в общественных местах. |
| ✔   | Музей Мультатули                              | Multatuli Museum                                        |             | Korsjespoortsteeg 20                  | Литературный дом-музей писателя Эдуарда Доувеса Деккера (Мультатули). | 8 декабря 1910 года   | |
| ✔   | Музей прессы                                  | Persmuseum                                              |             | Zeeburgerkade 10                      | Музей голландской прессы, показывающий её 400 летнюю историю. | 4 ноября 1915         | Находится в здании Международного института социальной истории. |
| ✔   | Дом-музей Рембрандта                          | Museum Het Rembrandthuis                                |             | Jodenbreestraat 4                     | В музее восстановлена историческая обстановка времени Рембрандта: кухня, жилые комнаты и мастерская художника. Представлены картины современников Рембрандта, его учеников, и его учителя Питера Ластмана.                                                                  | 1911 год              | Находится в доме, который Рембрандт приобрёл на пике славы в 1639 году и в котором проживал до своего банкротства в 1656 году. |
| ✔   | Королевский дворец                            | Koninklijk Paleis                                       |             | de Dam                                | В музее выставлены картины голландских художников — Рембрандта, Говерта Флинка, Якоба Йорданса, Яна Ливенса и Фердинанда Боля, в том числе самое крупномасштабное полотно Рембрандта, «Заговор Юлия Цивилиса».                                                              | 1935 год              | Здание бывшей амстердамской ратуши, ныне один из трёх дворцов в Нидерландах, которые находятся в распоряжении монарха построено в 1655 году по проекту Якоба ван Кампена.                                                                                                   |
| ✔   | Музей курительных трубок                      | Pipe Museum                                             |             | Prinsengracht 488                     | В музее выставлена коллекция курительных трубок и связанной с табаком атрибутики. Музей дает обзор курения на пяти континентах с древнейших времен (500 до н. э.). | 1969 год              | |
| ✔   | Государственный музей                         | Rijksmuseum                                             |             | Museumstraat 1                        | В музее выставлены многочисленные работы голландских мастеров XV—XIX веков, в частности, представлены известные мастера XVII века, в первую очередь, Рембрандт, Вермеер и Халс, а также де Хох, Стен, Рёйсдал, ван дер Хелст, ван Скорел и другие.                          | 1808 год              | Здание построено в 1877—1885 годах архитектором Питером Кёйперсом. |
| ✔   | Музей судоходства                             | Scheepvaartmuseum                                       |             | Kattenburgerplein 1                   | Экспозиции музея посвящены истории мореплавания. | 1916 год              | Здание музея представляет собой бывший военно-морской склад 1656 года постройки. |
| ✔   | Музей Корабль                                 | Museum Het Schip                                        |             | Spaarndammerplantsoen 140             | Музей архитектуры Амстердамской школы. | 2001 год              | Музей располагается в одном из трех корпусов народного дома, построенного по проекту Мишеля де Клерка в стиле амстердамской школы в 1914—1921 годах. |
| ✔   | Амстердамский Городской архив                 | Stadsarchief Amsterdam                                  |             | Vijzelstraat 32                       | Архивы относящиеся к истории Амстердама. | 1914 год              | Располагается в здании «Базель», построенном в 1919—1926 годах для Нидерландского торгового общества. |
| ✔   | Музей Стеделек                                | Stedelijk Museum                                        |             | Museumplein 10                        | Первый в Амстердаме музей современного искусства. | 1895 год              | |
| ✔   | Музей сумок и кошельков                       | Tassenmuseum Hendrikje                                  |             | Herengracht 573                       | Посвящён истории сумок, кошельков и чемоданов от позднего средневековья до наших дней. | 1996 год              | Музей располагается в здании XVII века. |
| ✔   | Музей тропиков                                | Tropenmuseum                                            |             | Linnaeusstraat 2                      | Антропологический музей. | 1864 год              | Здание Королевского тропического института, в котором располагается музей, находится на месте бывшего Восточного кладбища. Оно было построено по проекту архитектора Иоганнеса ван Ньивекеркена в 1926 году.                                                                |
| ✔   | Музей Винсента Ван Гога                       | Van Gogh Museum                                         |             | Paulus Potterstraat 7                 | Художественный музей, хранящий самую крупную в мире коллекцию картин и рисунков Винсента Ван Гога, а также работы его современников, в том числе Поля Гогена, Жоржа Сёра, Поля Синьяка, Клода Моне, Анри Тулуз-Лотрека, Пабло Пикассо.                                      | 1973 год              | Основное здание музея было построено по проекту Геррита Ритвельда. Экспозиционное крыло, открытое в 1999, спроектировал Кисё Курокава. |
| ✔   | Нидерландский музей похоронных ритуалов       | Nederlands Uitvaart Museum Tot Zover                    |             | Kruislaan 124                         | Коллекция музея включает в себя показ обычаев и традиций в области смерти, погребения и траура в Нидерландах. | 20 декабря 2007 года  | Располагается на Новом Восточном кладбище, в старом здании крематория, построенном в 1892 году по проекту архитектора Адриана Виллема Вейссмана. В 2006 году пристроены новые современные помещения.                                                                        |
| ✔   | Нидерландский музей олимпийских достижений    | Olympic Experience Amsterdam                            |             | На Олимпийском стадионе.              | Спортивный музей. | 1995 год              | 18 октября 2014 года музей закрыт и его дальнейшая судьба неизвестна. |
| ✔   | Micropia                                      | Micropia                                                |             | Artisplein, Plantage Kerklaan 36-38   | Музей, посвящённый вирусам и микробам. | 2014 год              | На территории Королевского зоопарка в здании XIX века. |
| ✔   | Музей Ван Лон                                 | Museum Van Loon                                         |             | Keizersgracht 672                     | В музее выставлена коллекция семьи ван Лон — картины конца XVIII — начала XX веков; гобелены из замка Дракенстейн; антикварная мебель и фарфоровая посуда голландского и фламандского производства.                                                                         | 21 сентября 1960 года | Здание было построено архитектором Адриааном Дортсманом для купца Иеремии ван Рея в 1672 году. |
| ✔   | Музей движения Сопротивления                  | Verzetsmuseum                                           |             | Plantage Kerklaan 61                  | Музей истории нидерландского движения Сопротивления во время Второй мировой войны. | 1984 год              | Здание было построено в 1876 году по проекту фирмы N. Vos для еврейского культурного центра. |
| ✔   | Музей Виллет-Голтгейзен                       | Museum Willet-Holthuysen                                |             | Herengracht 605                       | Музей быта патрицианской амстердамской семьи. Музей имеет большую коллекцию серебра, керамики, посуды, мебели, книг и произведений искусства. | 1 мая 1896 года       | Здание было построено в 1685-87 года для Якоба Хопа, нидерландского дипломата и главы амстердамской казны. |
| ✔   | Музей бриллиантов                             | Diamantmuseum                                           |             | Paulus Potterstraat 8                 | Музей имеет большую коллекцию ювелирных алмазов и рассказывает об их добыче и обработке. | 2007 год              | Находится в здании старейшей из работающих алмазных фабрик в Нидерландах, Coster Diamonds. |